# Шевчук Сергій Анатолійович
Сергі́й Анато́лійович Шевчу́к (* 21 вересня 1990, Теофіполь, Хмельницька область) — український футболіст, нападник футбольного клубу «Чайка» (Петропавлівська Борщагівка). У минулому — гравець юнацької збірної України U-19.

## Клубна кар'єра
Вихованець СДЮШОР м. Тернополя та ДЮФШ «Динамо» (Київ) імені Валерія Лобановського. У дитячо-юнацькій футбольній лізі за різні команди провів 74 матчи, відзначився 34 голами.
5 квітня 2007 року дебютував за «Динамо-2» у домашньому матчі першої ліги чемпіонату України проти ужгородського «Закарпаття» (поразка 0:2). За «Динамо-2» у першій лізі зіграв 44 матчі, у яких забив 4 м'ячи (станом на кінець 2009 року). У 2007 році тричі виходив на поле у першості дублерів, в сезоні 2007—2008 також відіграв 12 матчів у другій лізі у складі «Динамо-3» (Київ), забив 1 гол.
Після отримання статусу вільного агента, в липні 2013 року підписав контракт з луцькою «Волинню».
У лютому 2016 року став гравцем «Вітебська».
8 травня 2018 року підписав контракт з ФК «Агробізнес».

## Виступи за збірні
Викликається до юнацьких збірних України починаючи з 15-річного віку. Дебют у футболці збірної відбувся 28 січня 2006 року у матчі збірної України U16 проти румунських однолітків (перемога 4:0).
У складі збірної України U19 — чемпіон Європи 2009 року. Під час фінальної частини чемпіонату, що проходила у Донецьку і Маріуполі, брав участь в усіх п'яти матчах української команди. В останньому матчі групового етапу турніру відзначився результативною передачою, з якої Сергій Рибалка забив переможний гол зустрічі, вивівши збірну України до півфіналу змагань.

## Досягнення
- Чемпіон Європи серед юнаків (U-19) (1): 2009
- Фіналіст Кубку Литви (1): 2013/14
- Срібний призер Чемпіонату Литви (1): 2015
- Володар Кубку Латвії (1): 2017
- Срібний призер Чемпіонату Латвії (1): 2017